# Zabíjení rodných
Jako Zabíjení rodných či Zabíjení elfů elfy se v cyklu Středozem spisovatele J. R. R. Tolkiena označují tři incidenty v Prvním věku slunce, spáchané Fëanorem a jeho syny.

## Zabíjení rodných v Alqualondë
Poté, co Noldor vytáhli do vyhnanství, došlo jim, že aby se dostali do Středozemě, potřebují plavidla. Ta se nacházela v Alqualondë, Labutím přístavu Teleri. Fëanor žádal Teleri, aby vydali lodě po dobrém, ale ti odmítli vydat proti vůli Valar, takže si je Fëanorův a Fingonův lid vzali násilím. Pro tento skutek byli Noldor prokleti, a jejich Sudba sklízela své ovoce po celou dobu válek s Morgothem.

## Zabíjení rodných v Doriathu
Dior Eluchíl, Velekrál Sindar a král Doriathu, zdědil po své matce Lúthien Tinúviel silmaril. Ten si však pro sebe nárokovali Fëanorovi synové, a tak v čele s Celegormem Doriath napadli. V bitvě zemřel Dior Eluchíl a Fëanorovi synové Celegorm, Caranthir a Curufin, ale silmaril si vzala s sebou Diorova dcera Elwing.

## Zabíjení rodných v Sirionských přístavech
V Sirionských přístavech žily poslední paběrky elfů z Gondolinu a Doriathu s Elwing. Fëanorovi synové zprvu žádali silmaril po dobrém, ale poté, co Elwing odmítla, zbývající synové - Maedhros, Maglor a Amrod napadli Přístavy. I toto zabíjení však bylo marné, jelikož Elwing se silmarilem skočila do vody. Při tomto zabíjení zemřel Amrod, Maedhros a Maglor se však později zmocnili silmarilů, které měl Morgoth. Ty však nesnesitelně pálily jejich ruce (ač jsou tito dva popisováni jako nejlepší Fëanorovi synové, i oni byli zatíženi hříchy, které spáchali), takže Maedhros jej vhodil do nitra země a Maglor do vody. Maglorův silmaril prý dodnes obeplouvá břehy.